# ケビン・マーティン (カーリング選手)
ケビン・マーティン（Kevin Martin 1966年7月31日- ）はカナダのアルバータ州キラム出身のカーリング選手。冬季オリンピックに3回出場し2010年のバンクーバーオリンピックではスキップとして出場し金メダルを獲得した。世界カーリング選手権でも2008年に優勝、ワールドカーリングツアーのグランドスラムでも17回優勝している。ニックネームはThe Old Bear、K-Mart。

## 経歴
父親が地元のカーリングチームの幹部だった彼は6歳からカーリングを始めた。1985年にはカナダジュニア選手権で優勝、1986年の世界ジュニアカーリング選手権に出場し予選リーグでは無敗、準決勝でスウェーデンを破り、決勝に進んだがスコットランドに6-7で敗れ銀メダルを獲得した。
1991年にはカナダ選手権に出場するアルバータ州の代表を決める大会で初めて優勝し、ウィニペグで行われたカナダ選手権では予選リーグでサスカチェワン州のチームと並んで8勝3敗で1位タイとなった。そして準決勝、決勝と勝利し初優勝を果たした。翌1992年に公開競技として開催されたアルベールビルオリンピックに出場、予選リーグを3連勝したが準決勝でスイスに4-8、3位決定戦でアメリカ合衆国に2-9で敗れた。この年もカナダ選手権に出場、予選リーグを8勝3敗の2位で終えたが準決勝でラス・ハワード（2006年のトリノオリンピック金メダリスト）がスキップを務めるオンタリオ州のチームに敗れた。
その後2年間はカナダ選手権に出場できなかったが1995年のカナダ選手権では予選リーグで7勝4敗の3位タイとなりページプレーオフを勝ち上がったが準決勝で敗れた。1996年のカナダ選手権では予選リーグを10勝1敗の1位で終えたが準決勝でジェフ・スタウトンのマニトバ州チームに敗れた。1997年のカナダ選手権では予選リーグで10勝1敗の2位、決勝で予選無敗だったヴィック・ピーターズのマニトバ州チームを破り2度目の優勝を果たし1997年世界カーリング選手権の出場を果たした。世界選手権では予選リーグで7勝2敗の1位となったが準決勝でスウェーデンに4-6、3位決定戦でスコットランドに4-8と敗れメダルを逃した。11月に行われた長野オリンピック代表選考会（1998年長野オリンピックからカーリングは正式競技となった。）では予選リーグを6勝3敗の2位タイで終えて準決勝も勝ち上がったが決勝でマイク・ハリス（長野オリンピックでは銀メダル）のチームに敗れた。
その後2シーズン、カナダ選手権出場を果たせなかったが2000年に3年ぶりの出場を果たした。しかし予選リーグでは6勝5敗に終わりプレーオフ出場はならなかった。2001年のカナダ選手権出場を逃すと彼のチームはカナダ国内の大会への出場を辞退してワールド・カーリング・ツアーを転戦するようになった。ソルトレイクシティオリンピック代表選考会で優勝し、2002年のソルトレイクシティオリンピックでは予選でわずか1敗、準決勝でスウェーデンを6-4で破ったが決勝でノルウェーに5-6で敗れ銀メダルを獲得した。彼のチームはカナダ選手権出場につながる大会には2006年まで出場せず世界を転戦したがその間にグランドスラムの優勝5回、2005年のカナダカップで優勝した。トリノオリンピック代表選考会では4勝5敗に終わった。2006年のカナダカップで優勝、同年のカナダ選手権に6年ぶりに出場し予選リーグを8勝3敗の2位タイで終えたがプレーオフでノヴァスコシア州代表のチームに敗れた。2005/06シーズン彼のチームはカナダカップで優勝したものの、グランドスラムで1勝もあげられず、長期休養することを発表した。そして彼はチームメートをすべて入れ替え2007年のカナダ選手権では予選リーグを8勝3敗の2位、プレーオフで敗れたがグランドスラム4戦中3回優勝した。
2008年のカナダ選手権では予選から無敗で決勝ではライバルのグレン・ハワード率いるオンタリオ州代表チームを破り3回目の優勝を果たした。同年アメリカ合衆国ノースダコタ州グランドフォークスで行われた世界カーリング選手権で予選を10勝1敗で終え、決勝では唯一敗れたスコットランドのデビッド・マードックのチームを6-3で破り初優勝した。また2007/08シーズンにはグランドスラムで2勝をあげた。世界選手権に優勝したことによってヨーロッパ代表と戦うコンチネンタルカップ代表に選ばれた。
2008/09シーズンも好調を維持しカナダ選手権を無敗で制し、1週間後のカナダカップでも優勝を果たし2009年世界選手権でも予選リーグを10連勝で終えたがプレーオフでスコットランドチームに2敗して銀メダルを獲得した。決勝では同点で最終エンド後攻だったがショットをミスし6-7で敗れた。

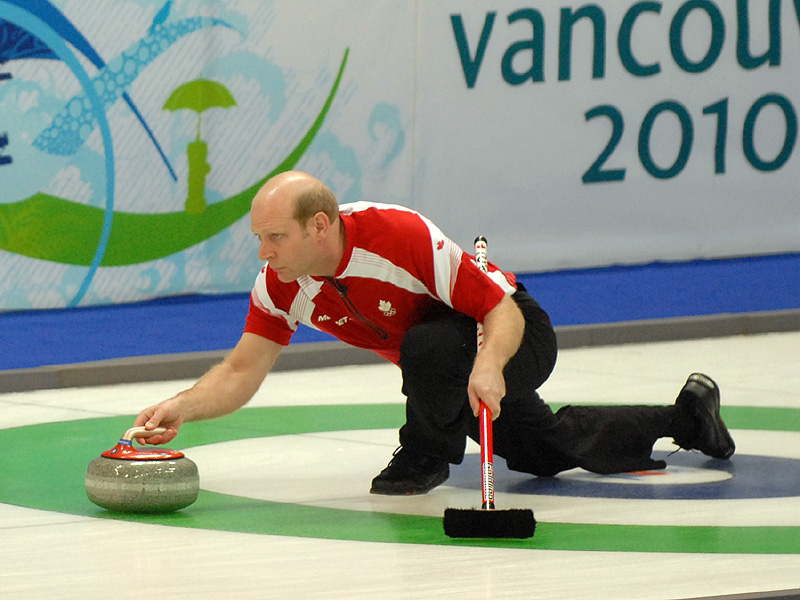
バンクーバーオリンピックでのマーティン

ホームタウンのエドモントンで行われたバンクーバーオリンピック代表選考会を突破してカナダ代表に選ばれた。オリンピックでは予選を9戦全勝で終えた。これは1924年のシャモニーオリンピックにおけるイギリスチーム以来の快挙であった。予選リーグのイギリス選では地元カナダのファンが盛り上がり、カナダ国歌の大合唱を始め、試合が一時中断された。準決勝ではニクラス・エディンのスウェーデンを6-3で破り、決勝ではトマス・ウルスルのノルウェーを6-3で破って金メダルを獲得した。
2010年12月のカナダ選手権でも優勝した。
2012年のザ・ナショナルでは決勝でグレン・ハワードのチームに5-6で敗れて準優勝となった。

## グランドスラムでの成績
ワールドカーリングツアーにおける最高峰の大会シリーズであるグランドスラムの成績。
| 略語の説明 | 略語の説明         |
| ---------- | ------------------ |
| C          | 優勝               |
| F          | 準優勝             |
| SF         | ベスト4            |
| QF         | ベスト6・ベスト8   |
| R16        | ベスト16           |
| Q          | 予選敗退           |
| T2         | ティア2（2部）出場 |
| DNP        | 大会不参加         |
| N/A        | 開催せず           |

| 大会 / シーズン | 01–02 | 02–03 | 03–04 | 04–05 | 05–06 | 06–07 | 07–08 | 08–09 | 09–10 | 10–11 | 11–12 | 12–13 | 13–14 |
| --------------- | ----- | ----- | ----- | ----- | ----- | ----- | ----- | ----- | ----- | ----- | ----- | ----- | ----- |
| マスターズ      | QF    | C     | SF    | QF    | F     | SF    | QF    | QF    | QF    | QF    | SF    | SF    | F     |
| ナショナル      | DNP   | SF    | DNP   | C     | QF    | C     | C     | SF    | Q     | C     | F     | SF    | QF    |
| オープン        | SF    | C     | SF    | C     | SF    | C     | C     | F     | C     | QF    | QF    | DNP   | QF    |
| プレーヤーズ    | SF    | Q     | F     | C     | F     | C     | F     | SF    | C     | C     | SF    | Q     | C     |

## 人物
妻との間に3人の子供がいる。
毎年夏、ジュニアのトップ選手を集めて、より高いレベルでのプレーができるよう指導している。